# Res Gestae Divi Augusti
Res Gestae Divi Augusti er en indskrift på latin (den guddommelige Augustus’ gerninger), som stod på den romerske kejser Augustus’ gravmæle i Rom.
Teksten er åbenbart kejserens egen beretning om sit liv og sine gerninger. Den er også kendt fra andre steder som fx Monumentum Ancyranum i Tyrkiet.

## Baggrund
Res Gestae blev opsat ved Augustus’ mausoleum i Rom og forsvandt herfra. Men den er fx fundet velbevaret i Ankara i ruinerne af et tempel for Augustus og Rom. Res Gestae er i brudstykker fundet over hele riget. Res Gestae er Augustus’ egen stolte fremstilling af sine bedrifter, og denne propagandatekst blev sammen med statuer af ham spredt til alle folk i Romerriget, så ingen var i tvivl om, hvordan han så ud, og hvad han havde gjort for Rom og romerne. Det skulle vise hans principat og være forbillede for hans efterfølgere, de næste Romerske kejsere.

## Indhold
Teksten består af 35 afsnit. Den kan inddeles i fire sektioner samt et kort nekrolog:
- Afsnit 1 – 14 beskriver Augustus sin politiske karriere og de embeder og hædersbevisninger, han modtog for sit politiske arbejde.
- Afsnit 15 — 24 er en optegnelse over de gaver og fester, han gav det romerske folk.
- Afsnit 25 – 33 beskriver hans militære bedrifter og de alliancer, han indgik med naborigerne.
- Afsnit 34 – 35 er en opsummering af hans egen ophøjede stilling i det romerske rige.

Nekrologen er skrevet i tredje person og opsummerer den foregående tekst og anfører, hvilke bygninger Augustus fik opført eller renoveret, og at han brugte 600 mill. denarer på offentlige projekter.
Ifølge teksten er den skrevet af Augustus, kort før han døde i 14 e.Kr.. Den kan sagtens være skrevet og revideret gennem flere år. Augustus efterlod sig teksten og et testamente, der instruerede senatet i, hvordan den skulle offentliggøres. Teksten blev indskrevet på to bronzesøjler, som blev stillet foran Augustus’ mausolæeum i Rom. De eksisterer ikke længere. Overalt i imperiet blev teksten gentaget på monumenter eller templer. Flere har overlevet som brudstykker eller i næsten hel stand til i dag, bl.a. udgaven (Monumentum Ancyranum) på latin og græsk i Ankara i det nuværende Tyrkiet.

## Res Gestae som propaganda
Res Gestae blev skrevet for at fremme et helt bestemt synspunkt: Augustus indførte et styre, der reddede Romerriget fra undergang. Teksten medtager også det augustæiske reformprogram.
Augustus vil give indtryk af at være er en mand, som stillede sig det mål at frelse den romerske stat og få den til at blomstre. Han greb ikke magten for personlig vindings skyld, men kun fordi han burde, da Roms sikkerhed var truet af en klike (dominatine factione i kap. 1). Han hævner som en god søn også mordet på sin adoptivfar Julius Cæsar. Augustus udvidede riget og sikrede dets grænser og dets indre fred (i kap. 25, 26 & 27), og han genopbyggede og nybyggede en mængde templer, basilikaer, akvædukt, fora, kurien, teatre, broer, veje o.m.a. Han giver indtryk af, at han genopbyggede hele byen, når han i kap. 19-21 nævner alle byens vigtige bygninger: den Juliske Curia, Jupitertemplet på Kapitol, Via Flamina, Pons Mulvius o.a.. Ved at fremstille sig selv som den, der reddede og genopbyggede Rom efter den ødelæggende borgerkrig, sammenligner Augustus sig med Romulus, Roms grundlægger.
Augustus vil i Res Gestae fremstå som den, der gjorde, hvad der forventedes af ham, og den der gjorde det inden for de rammer, som republikkens sædvane og love satte. Augustus understreger det ved at bruge ord, der anvendes i forbindelse med jura eller de handlinger, som foregår på folkeforsamlingen. Res Gestae var et unikt og vellykket PR-fremstød af en mand, der grundlagde en ny institution, kejserdømmet i Rom.

## Eksterne link
- Res Gestae på LacusCurtius; latin, græsk og engelsk
- Res Gestae; The Latin Library (latin)
- Res Gestae på: the Internet Classics Archive Arkiveret 6. januar 2011 hos  Wayback Machine (engelsk)
- Life and deeds of Augustus Arkiveret 18. februar 2008 hos  Wayback Machine (engelsk)